# La Côte Basque
La Côte Basque (Берег Басков, фр.Côte basque) — ресторан в Нью-Йорке с 1950-х до начала 2000-х годов. Он открылся в конце 1950-х годов и работал до закрытия 7 марта 2004 года. После его закрытия «Нью-Йорк Таймс» назвала его «бывшим храмом французской кухни высшего общества в доме 60 на 55-й Западной улице».

## История
Ресторан был открыт в конце 1950-х годов Анри Соуле. Жан-Жак Рашу стал владельцем и шеф-поваром в 1979 году. В то время ресторан располагался в квартале к востоку, а в 1995 году переехал на 55-ю Западную улицу. Он был «известен как своими элегантно расставленными столами, расположенными на фоне красивых французских приморских фресок, так и своей едой. Рашу сказал, что он тратил более 2200 долларов в неделю на цветы и более 3000 долларов на столовое бельё».
Неоконченный роман Трумэна Капоте «Услышанные молитвы» имел в качестве декорации «ехидную и слегка завуалированную» версию Côte basque; глава «Côte basque 1965» была опубликована в журнале Esquire в 1975 году. Сцена из фильма «Чуткий сон» (1992) режиссёра Пола Шредера, в которой Уиллем Дефо и Сьюзан Сарандон обедают в ресторане.[5]
Среди известных покровителей были Жаклин Кеннеди Онассис, Бейб Пейли, Нэн Кемпнер, Фрэнк Синатра, Фредди Каруччи и Дэйв Фибек.